# Магнитка (Кусинский район)
Магни́тка — рабочий посёлок в Кусинском районе Челябинской области России. Административный центр Магнитского городского поселения.

## География
Расположен на Южном Урале, на реке Кусе (бассейн Камы), в устье её левых притоков, рек Магнитка (по названию реки назван п. Старая Магнитка расположенный у её устья, по названию которой и назван посёлок Магнитка в целом), Лубянка и Каменка, в 17 км к северу от Златоуста. 
Находится в непосредственной близости к Национальному парку "Таганай". Недалеко от Магнитки находится начало экологической тропы "Весь Таганай за 600 шагов" (Черная скала) протяженностью чуть более 1,5 км. Тропа оканчивается организованными смотровыми площадками с видами на  вершины Таганая (Двуглавая сопка, Откликной гребень, Круглица, видимые хребты Средний и Малый Таганай, Александровская сопка). Маршрут оборудован насыпной тропой, не требует особой физической подготовки и работает круглогодично.

## История
Поселок образовался в 1808 году для обеспечения Кусинского завода рудой, однако, из-за ее тугоплавкости, был переориентирован на заготовку дров и угля.
Статус посёлка городского типа с 1938 года.
В годы Великой Отечественной войны месторождение «Магнитное» титаномагнетитовых руд в окрестностях посёлка было крупнейшим в СССР, но даже в XXI веке не все разведанные запасы выработаны, содержится и ванадий, бор (турмалин).

## Население
| 1959   | 1970    | 1979  | 1989  | 2002  | 2005  | 2006  |
| ------ | ------- | ----- | ----- | ----- | ----- | ----- |
| 16 212 | ↘10 990 | ↘8601 | ↘7198 | ↘5826 | ↘5399 | ↘5337 |
| 2007   | 2008    | 2009  | 2010  | 2011  | 2012  | 2013  |
| ↘5246  | ↘5187   | ↗5314 | ↘5170 | ↘5161 | ↘5099 | ↘4986 |
| 2014   | 2015    | 2016  | 2017  | 2018  | 2019  | 2020  |
| ↘4973  | ↘4926   | ↘4831 | ↘4761 | ↘4673 | ↘4656 | ↘4589 |
| 2021   | 2023    |       |       |       |       |       |
| ↘3893  | ↘3830   |       |       |       |       |       |

Проживают русские, башкиры.

## Экономика
Добывается титаномагнетит. Действует агломерационная фабрика ЧЭМК.

## Религия
Православные храмы
- Церковь Николая Чудотворца